# Ерестем
Ересте́м (рос. Эрестем) — присілок у складі Увинського району Удмуртії, Росія.

## Населення
Населення — 2 особи (2010; 3 в 2002).
Національний склад станом на 2002 рік:
- росіяни — 100 %

## Урбаноніми[3]
- вулиці — Ерестемська